# Bundesautobahn 441
Bundesautobahn 441 (Abkürzung: BAB 441) – Kurzform: Autobahn 441 (Abkürzung: A 441) – war der Projektname für eine geplante Autobahn, die von der A 2 bei Lünen über Dortmund zur A 1 bei Schwerte verlaufen sollte. Auf der Trasse wurde stattdessen die autobahnähnlich ausgebaute Bundesstraße 236 realisiert.
Später war der Name auch für die aktuell im Bau befindliche A 448 im Gespräch.